# Morey Fisk
Morey Fisk (* 3. Dezember 1974 in Moosomin, Saskatchewan) ist ein kanadischer Westernreiter. In seiner Karriere gewann er bereits mehrere deutsche und europäische Meistertitel.
Fisk wuchs auf der elterlichen Pferderanch mit zwei Brüdern auf. Bereits von Kindesbeinen an startete er auf kleineren Turnieren in seiner Heimat. Nach seinem Schulabschluss machte er eine Europareise, auf der er Fred Berschauer, einen Westerntrainer der PH Quarter Horses in Ascha (Bayern), kennenlernte.
Aus dem anfänglichen Nebenjob wurde bald eine feste Anstellung als Co-Trainer. Nach der Rückkehr Berchauers in die USA wechselte Fisk nun als Profitrainer zuerst nach Wallersdorf und dann im Jahr 2000 zum Behrhof in Dingolfing. Seit 2010 trainiert er auf der HorseAcademy in Mooslargue, Frankreich. Morey Fisk hat sich in seiner Profikarriere auf die Disziplin Reining spezialisiert. Seine erste NRHA Bronze Trophy gewann er 1998.

## Sportliche Erfolge
- 1998: NRHA: Limited Open Champion
- 2000: NRHA: Breeders Futurity Champion
- 2003: DQHA: Champion Chevrolet Silver Trophy

DQHA: Champion Senior Reining Open
- 2004: DQHA European Championship: Champion Senior Reining Open

NRHA: Reserve Breeders Futurity Champion
- 2005: DQHA European Championship: Reining Maturity Champion

NRHA: Breeders Derby Open
- 2006: NRHA: Breeders Futurity Champion

AQHA European Championship: Hackamore/Snaffle Bit Open Champion
- 2007: DQHA European Championship:

Champion Hackamore/Snaffle Bit Reining
Champion Junior Reining Open
Champion Senior Reining Open
- 2008: NRHA Breeders Derby Open Finalist

NRHA CH Swiss Slide, Bronze Trophy Open: 3. Platz
IRHA Maurity Open Champion
NRHA Breeders Futurity Open Finalist
- 2009: NRHA European Futurity Limited Open Finalist

NRHA Roleski 4 Spins Bronze Trophy Open Show 1 Champion
AQHA EM, Bronze Medal in Junior Reining
NRHA Breeders Futurity, Pullman Bronze Trophy Open Co-Champion
NRHA French Futurity Trophy Open Champion
Bavarian Summer Show Morrison Trophy Open Champion
NRHA Czech Futurity Open Champion
Q9 Maturity Open Reserve Champion
NRHA Austrian 3-year old Futurity Reserve Champion
- 2010: NRHA European Futurity Open Levels 3 & 4 Finalist

NRHA European Futurity Open Level 3 Reserve Champion
NRHA Bavarian Spring Classic Bronze Trophy Open Champion
AQHA European Reserve Champion 3x
AQHA European Champion
ARHA Futurity Intermediate Open Reserve Champion
NRHA Breeders Futuruty Bit Open finalist
NRHA CH Futurity Open Champion
- 2011: Italian Derby Open finalist

NRHA European Open Derby finalist
NRHA Breeders Futurity 3 & 4 year old Open finalist
NRHA Equita Lyon Grand Prix Open Top 10